# Juana Inés de la Cruz

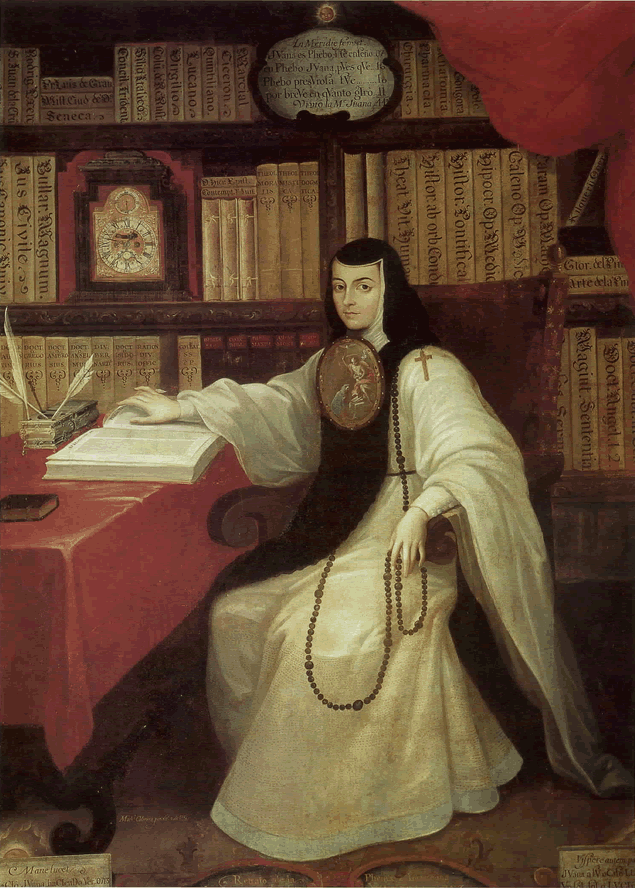
Sor Juana

Juana Inés de la Cruz de Asbaje y Ramírez, ook bekend als Sor Juana, (San Miguel Nepantla, 12 november 1648 of 1651 – Mexico-Stad, 17 april 1695) was een Mexicaanse dichteres en slotzuster.
Ze was een buitenechtelijk kind, en al op zeer jonge leeftijd geïnteresseerd in literatuur en wetenschap. Op haar zestiende werd ze ontdekt door Antonio Sebastián de Toledo, de onderkoning van Nieuw-Spanje en naar het hof gebracht.
Ze had familie noch geld en wilde ook niet trouwen. Daarom zocht ze toevlucht in een klooster en werd moniaal in het klooster van San Jerónimo. Hier kreeg ze de tijd om zich aan haar studies te wijden. Ook haar belangrijkste gedicht, de droom, schreef ze hier. In het klooster had ze als protegé van de onderkoning relatief veel vrijheid. Ze had er een ruime bibliotheek tot haar beschikking. Wel kwam ze vaak in botsing met kerkelijke functionarissen omdat die haar gedichten te 'wereldlijk' vonden. Ze streefde naar meer gelijke rechten voor vrouwen, en verdedigde het recht op onderwijs voor vrouwen. Hierdoor wordt ze wel als een voorloopster van het feminisme gezien, maar in haar tijd werden deze meningen minder op prijs gesteld. De aartsbisschop van Mexico sommeerde haar alleen nog religieuze teksten te schrijven.
Toen ze zich, tijdens een pestepidemie in 1695, wijdde aan de zorg voor zieken, raakte ze zelf ook besmet en overleed.

## Bibliografie

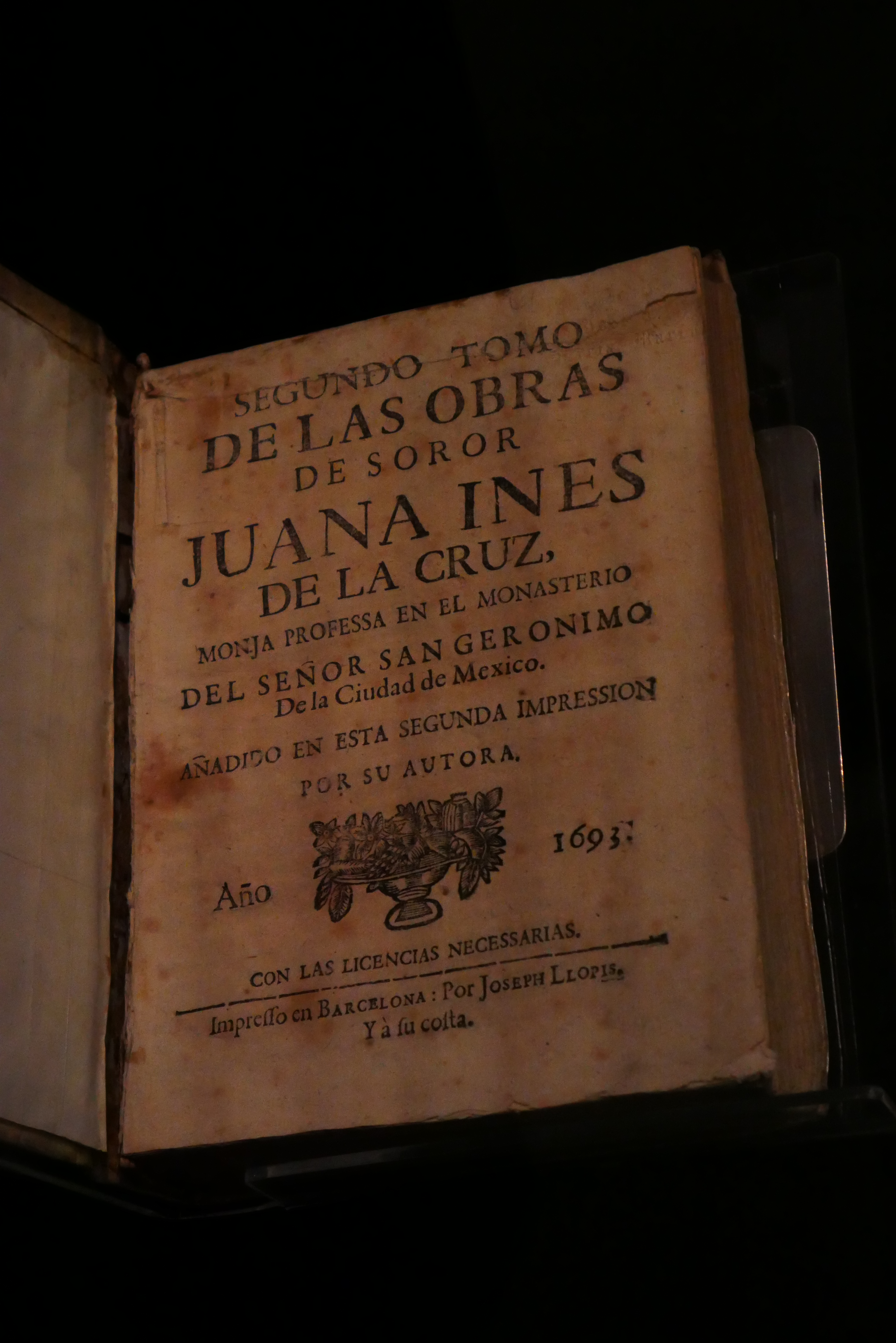
Libro de obras poéticas de Sor Juana Inés de la Cruz (1693) in het Museo Internacional del Barroco